# Хрещатинське (заказник)
Хреща́тинське — гідрологічний заказник місцевого значення в Україні. Розташований у межах Мринської сільської громади Ніжинського району Чернігівської області, на захід від села Лихачів. 
Площа 12 га. Статус присвоєно згідно з рішенням Чернігівського облвиконкому від 27.12.1984 року № 454; від 28.08.1989 року № 164. Перебуває у віданні ДП «Ніжинське лісове господарство» (Мринське лісництво, кв. 42). 
Статус присвоєно для збереження лучно-болотного природного комплексу оточеного лісом, в якому переважають насадження вільхи.